# Bogotá-formatie
De Bogotá-formatie is een geologische formatie in Colombia die afzettingen uit het Laat-Paleoceen en Vroeg-Eoceen omvat. Het is de enige locatie in noordelijk Zuid-Amerika met zoogdierfossielen uit deze periode. 

## Locatie
De Bogotá-formatie ligt ten zuiden van de stad Bogotá bij de Muchuelo-kreek. De formatie is afgezet in een rivierengebied in een tropisch regenwoud. De gemiddelde jaartemperatuur van het regenwoudgebied in deze periode wordt geschat op 31.5° Celsius.
Op basis van pollenanalyse werden de afzettingen aanvankelijk gedateerd uit het eerste deel van het Itaboraian in het Laat-Paleoceen. Latere analyse wees er op dat de Bogotá-formatie dateert uit het Vroeg-Eoceen, ongeveer 53.6 miljoen jaar geleden. Een studie in 2023 liet zien dat er twee locaties met een verschillende ouderdom zijn. In het ene deel komen afzettingen uit het Laat-Paleoceen met een ouderdom van 59 miljoen jaar aan de oppervlakte en het andere deel van de Bogotá-formatie dateert uit het vroegste Eoceen met een ouderdom van 55,6 miljoen jaar. 

## Fauna
Carlos Villarroel beschreef eind jaren tachtig het kleine hoefdier Etayoa op basis van een kaakbot uit de Bogotá-formatie. Dit zoogdier behoort tot de Xenungulata. Nieuw onderzoek door het Smithsonian Tropical Research Institute en het Florida Museum of Natural History heeft tot een uitbreiding van de bekende paleofauna van de Bogotá-formatie geleid. Inmiddels zijn fossielen van hoefdieren, buideldieren, krokodillen, slangen, hagedissen, kikkers en vissen bekend uit de formatie. 

### Zoogdieren
In de locatie uit het Paleoceen zijn fossielen van diverse buideldierachtigen gevonden. Van een mogelijke verwant van Pucadelphys of Mayulestes uit het Paleoceen van de Santa Lucía-formatie in Bolivia is een bovenkaak gevonden. Andere vondsten zijn een bovenbeen van een boombewonend dier en tanden van twee andere buideldierachtigen.
Naast Etayoa is materiaal van een kleiner hoefdier gevonden in de afzettingen uit het Eoceen. Er zijn fossielen van meerdere fruitetende en omnivore buideldierachtigen gevonden, die verwant zijn aan soorten uit het Braziliaanse Itaboraí-bekken. Hiertoe behoren opossums uit de Protodidelphidae en Derorhynchidae, een mogelijke vorm uit de Microbiotheria of Polydolopimorphia en verschillende kleine vormen behorend tot de Ameridelphia.

### Reptielen
De hagedissen uit de Bogotá-formatie zijn leguaanachtigen, tejuhagedissen en stekelstaarthagedissen. De slangen uit de Bogotá-formatie zijn echte boa's, dwergboa's en een soort uit de Caenophidia. Verder zijn in zowel de afzettingen uit het Laat-Paleoceen als die uit het Vroeg-Eoceen gezaagde tanden gevonden van Sebecidae, landbewonende krokodilachtigen.